# Списак народних песама за певање
Списак народних песама за певање обухвата народне песме анонимних аутора, народне песме које се играју уз игру или коло, песме које су у народ изашле из позоришних представа и песме које су писали песници, мање или више познати, а компоновали их и уметнички обрађивали наши познати композитори. На списку се налазе песме српског и осталих народа са простора Србије, Босне и Херцеговине, Северне Македоније и Црне Горе, а рађен је према књизи Музичка фолклорна баштина у Србији Весне М. Миловић.

## Српске градске песме
- Ана
- Ах, кад тебе љубит' не смем
- Бацио сам удицу на малену цурицу
- Бели јоргован
- Била једном ружа једна
- Биров виче на сред села
- Бледи месец
- Где си душо, где си рано
- Гледам бајну зору
- Године су пролазиле
- Гора гору не мож' грлит'
- Да зна зора (када драгу љубим ја)
- Да ми се ластом створити
- Да су мени очи твоје
- Давно је било то
- Дај ми чашу ракије
- Дивно мири липин цвет
- Дођи код Скадарлије
- Донеси вина крчмарице
- Дуни ветре мало јаче
- Дунав, Дунав тихо тече
- Ђулићи, Ђулићи
- Ево банке, Цигане мој
- Ех, лане, моје лане
- Жалим те момче
- Завичају, мили крају
- Због тебе (Легенде)
- Због тебе (Мерима Његомир)
- Звезде су с неба сјале (Мирјана-Мира Пеић)
- Звезде су с неба сјале (Миодраг-Миле Богдановић)
- Зујте струне милогласне
- Зелен лишће гору кити
- И дођи лоло
- И опет ми душа све о теби сања
- И срушише се дивни снови моји (На дан њеног венчања)
- Има дана (када не знам шта да радим)
- Ја љубим Милу
- Ја у Шабац ноћас идем
- Једна цура мала
- Једно момче црна ока (Бољарка)
- Једно момче црна ока
- Јесење лишће
- Јеси ли чула, душо, да поноћ уздише
- Још литар један
- Кад би знала, дилбер Стано
- Кад би ове руже мале (Ружа процвала)
- Кад би само знао
- Кад зашкрипи капија
- Кад сам био на твом гробу
- Кад сам синоћ овде била
- Кад се сетим, мила душо
- Кад су врата шкрипнула
- Кад те видим на сокаку (Моје луче / Чај, Ћиро)
- Кажу ми да живиш сама
- Како ћу сутра без тебе
- Кафана Под липом
- Ко је, срце, у те дирн'о
- Ко т' покида са грла ђердане
- Код овако дивне ноћи
- Колика је нојца
- Крадем ти се у вечери
- Кроз поноћ нему
- Лети, лети, песмо моја мила
- Лепа Јања
- Луло моја, сребром окована
- Љубав ми срце мори
- Љубила сам црно око
- Мало ја, мало ти
- Мара има чарне очи
- Месечина, ал' месеца нема
- Ми смо деца Куршумлије
- Милкина кућа на крају
- Милов'о сам гараве и плаве
- Мислио сам да је живот
- Може ли сунце сјати
- На крај села чађава механа
- На левој страни крај срца
- На те мислим
- Не вреди плакати
- Не питај
- Не плачи душо
- Небо је тако ведро
- Не тугуј Дорћоле мој
- Неко сасвим трећи
- Ничи, ничи, крине бели
- Немам снова
- Нисам те се нагледао
- Ноћас
- Од данас те, драга, више љубит' нећу
- Од првог дана сусрета
- Ој, Јело, Јело, Јелена, јеси л' скоро љубљена
- Ој, јесенске дуге ноћи
- Ој, месече
- Опрости ми, мила мати
- Песме смо певали старе
- Погледај ме, невернице
- Погреших само једно
- Први снег
- Радуј се, зоро
- Реших да се женим
- Ружа процвала
- Саградићу шајку
- Све док је твога благог ока
- Све због љубави
- Све што мене окружава
- Седи Мара на камен студенцу
- Седи дева покрај мора
- Село је сунце јарко
- Сећање
- Сећаш ли се оног сата
- Сиромах сам, друже
- Слутња
- Снове снивам
- Стари рибар из Земуна
- Студена ме киша шиба
- Сунце жеже, запара је љута
- Сунце јарко, јутром кад се родиш
- Та ока два
- Ти би хтео песмом да ти кажем
- Ти не знаш шта је љубав (Миодраг-Миле Богдановић)
- Ти не знаш шта је љубав (Оливера Марковић)
- Ти плавиш, зоро златна
- Тихо ноћи
- Тишина нема влада свуд
- У баштици младог капелана
- У рану зору
- У селу бејаше Циганка стара (Љубавни растанак)
- Узми ми срце моје
- Узми Стану, мили сине
- Уз'о деда свог унука
- Успомене
- Хладан ветар пољем пири
- Хоћемо ли у Шабац на вашар
- Циганка ми гатала на трави
- Црвен фесић, мамо
- Чаробна фрула
- Черго моја, чергице
- Чежња
- Чеп, чеп у славину
- Чича пече ракију
- Шешир мој накосо
- Шта ће у цветном врту
- Што се боре мисли моје

## Народне песме из Србије

### Војводина
- Ај, ала Сремци лумпују на Сави (Сремски бећарац)
- Ај, берем грожђе, бирам тамјанику
- Ај, невен вене крај горе зелене
- Ај, шта ћу, нане, болује ми дика
- 'Ај'те амо, момци, цуре
- 'Ајд' на рогаљ момче
- 'Ајде Като, 'ајде злато
- Ала волем дику мог
- Банаћанско коло
- Бећарац
- Весела је Србадија
- Весело срце кудељу преде
- Волем дику (Сојчице, девојчице)
- Већ одавно спремам свог мркова
- Где сте ноћи, где сте дани
- Гине, вене срце у меника
- Говори се да ме вараш
- Голубице бела (што си невесела)
- Да је вишња к'о трешња
- Девојче, плавојче
- Девојчица ружу брала
- Диван је кићени Срем
- Добро јутро, мој бекријо
- Долином се шетала девојчица мала
- Дунаве, Дунаве, тиха водо 'ладна
- Ђувегије, где сте да сте
- Ђурђевска кишица (ситно је росила)
- Еј, кад сам синоћ пошла из дућана
- Еј, мати, мати, мати
- Еј, салаши на северу Бачке
- Жабаљка (Где то кажу има лепих сека)
- Звони звонце, чобан тера овце
- Зрачак вири кроз гранчице
- И ја имам слатко лане
- Идем кући, а већ зора
- Има једна песма за тебе
- Ја имадо' коња врана
- Ја сам момак сирома'
- Јарко сунце одскочило
- Једно јутро, чим је зора сванула
- Јесен стиже, дуњо моја, јесен рана
- Јутрос рано девојчица
- Кад сам био млађан ловац ја
- Ко те има тај те нема
- Копа цура виноград
- Косо моја бренована
- Косо моја свилена па густа
- Кочијашу, 'ајд' на чашу
- Крај језера једна кућа мала
- Кукурузи већ се беру
- Купи ми, бабо, волове
- Лепо ти је у нашему Срему
- Љубисмо се, хеј, лане моје
- Милица је вечерала
- Миљено, миљено, цвеће шарено
- Мој дилбере, душо моја
- Мој чардаче, мој дебели хладе
- Набрала је девојка пуно крило јабука
- Не лудуј, Лело, чуће те село
- Невен коло
- Овим шором, Јагодо
- Осам тамбураша с Петроварадина
- Оседлаћу коња врана
- Песмо моја, закити се цветом
- По градини месечина сија мека
- Под Кикиндом зелени се трава
- Поранила девојчица голубе да храни
- Пред Сенкином кућом
- Пред твојом сам ево кућом
- Промиче момче кроз село
- Салаш у малом риту
- Сама си ти, а сам сам и ја
- Синоћ кад је пао мрак
- Сјај месече вечерас
- Тешко је љубити тајно
- Три јабуке и полак
- Три сам дана кукурузе брала
- У Новом Саду
- У том Сомбору
- Узми Стану, мили сине
- Уморено злато моје
- Фијакерист
- Фијакер стари улицама лута
- Хајд' у коло свирац свира
- Цура бере цвеће, а драги је неће
- Често прођем покрај твоје куће
- Четир' коња дебела
- Чизме моје шкрипућу
- Чија ли је тараба
- Чујеш, чујеш, чујеш секо
- Широк Дунав, раван Срем
- Шкрипи ђерам, ко је на бунару

### Централна Србија
- А куде си била, мори, Каракоцо
- А што ми се памет померавља
- А што питаш, џанум, мајке
- А што си се, Јано, росом оросила
- А што ти је, мила кћери
- Ај, весели се кућни домаћине
- 'Ај' д' идемо, Радо
- Ај, одметну се Мара у хајдуке
- 'Ајде, ајде, мори, џан-Стојанке
- 'Ајде, драги, звезде да бројимо
- 'Ајде, мори, Гајо
- 'Ајдемо кући, зора је
- Аман, воденичаре
- Анђелија воду лила
- Аница овце чувала
- Ах, мој доро
- Београде, граде
- Беше некад Митке и Коштана
- Бисенија, кћери најмилија
- Бистра водо, мој студен кладенче
- Блузо моја, туго саткана од цвећа
- Благо мени и теби девојко
- Болан ми лежи Кара Мустафа
- Босиоче мој зелени
- Бре искочи, лудо младо
- Везак је везла Дјева Марија
- Ветар дува, шљиве опадају
- Виолино не свирај
- Високо дрво хлад нема
- Вита, вита јело
- Више села зелена ливада
- Вишњичица род родила
- Влајна
- Врани се коњи играли
- Врти, врти коло к'мто мене
- Гајтано моме, мори
- Где си да си, мој голубе
- Где ћеш бити, лепа Кејо
- Гором језде кићени сватови
- Гугутка гука во осоје
- Гугутка гука ми у гори
- Да знајеш, мори, моме (Жал за младос')
- Данче
- Два су цвета у бостану расла
- Девет години минаше
- Девојка је зелен бор садила
- Девојка је пошла у гору за воду
- Девојка се сунцу противила
- Девојко моја, напој 'де ми коња
- Димитријо, сине Митре
- Дођи, драги, довече у село
- Добро јутро, Шумадијо
- Дођи мојим ружама
- Долетеће бели голуб
- Достано, кћери мамина
- Дремка ми се, дремка, мила нане
- Другар ми се жени, нане
- Друмом идем, за друм питам
- Дуга њива и курузи мали
- Дуде, мори, Дуде, бело Дуде
- Дунаве, моје море
- Ђаурко мила, туга ме мори
- Ево срцу моме радости
- Еј, сан запала дилбер Ката у башти
- Еј, Ужичанко, моја мила дико
- Еј, чија фрула овим шором свира
- Еј, чула јесам, мој се драги жени
- Жубор вода жуборила
- Запиши у свом срцу
- Запоја Рада у лојзе
- Зарасле су стазе ове / Вара момка, душо
- Заспала девојка брегу на камену
- Засп'о Јанко под јабланом
- Зашто свићеш тако рано
- Зашто, Сике, зашто
- Земи ме, земи (Ако ће се жениш)
- Златиборе, мој зелени боре
- Златиборе питај Тару
- Знаш ли, драги, ону шљиву ранку
- Зора зори, петли појев
- Зора руди, мајка сина буди
- Играле се делије
- Играли се врани коњи
- Играло коло под Видин
- Иде Миле лајковачком пругом
- Иду путем двоје, не говоре
- Из бању иде шејтан девојче
- Из Врањанско пођо'
- Извор вода извирала
- Имала сам другарицу
- Ја погледах преко кола
- Ја посадих једну ружу белу
- Ја посејах лан
- Ја посејах лубенице
- Ја прошетах крај Мораве
- Ја сам Јовицу шарала, варала
- Ја сам лола бекрија
- Једва чекам да недеља дође
- Једрен граде
- Је л' ти жао што се растајемо
- Јеремија (Ја сам ја, Јеремија)
- Јеремија пали топа
- Јесен прође, ја се не ожених
- Јесен стигла, оголеле гране
- Јесен стиже рана, виногради зрели
- Јечам жела Гружанка девојка
- Јоване, сине, Јоване
- Јоргован
- Јорданке, мори, Јорданке
- Јутрос ми је ружа процветала
- Када моја младост прође
- Киша пада, трава расте, гора зелени
- Киша паде, мори Цоне
- Кишо, тихо падај
- Књигу пише дилбер Стана
- Књигу пише Мула-паша
- Књигу пише краљ Србије
- Књигу пише турски царе
- Ко ти купи срма јелек
- Које ли је доба ноћи
- Коленике, коленике, вретено
- Кол'ко има, Јано, одавде до мора
- Коњ зеленко росну траву пасе
- Косио сам сено
- Крај Мораве бели багрем цвета
- Кроз пусту малу Оџинку
- Крца, крца, нова кола
- Крчмару, крчму затвори
- Ластавице, ласто
- Лела Врањанка
- Леле, дуње ранке (Иди кући)
- Леп је божур, нане
- Лепа Пава у ковиљу спава
- Лепе ли су, нано, Гружанке девојке
- Лепо ти је бити чобаница
- Лепо ти је рано уранити
- Ливадица, около јасење
- Ливадица, свуд около жица
- Лојзе се реже, гројзе се бере
- Лутао сам дан и ноћ
- Магла паднала в долина
- Магдо, мори, Магдо
- Мајка Мару кроз три горе звала
- Мала башта
- Мали пијац потопила Сава
- Мами момче девојче на свилено јаглуче
- Мамино, Митке мамино
- Марамица од белог фулара
- Маријо, 'ћеро мори
- Мене мајка једну има
- Месечина огрејала врата
- Механџи, мори
- Милић иде странчицом
- Милица је ћилим ткала
- Милкано, дадо, мори
- Мирјана
- Мисли Миле да је мени жао
- Мито, Митанче
- Мито бекријо
- Мој докторе, глава ме боле
- Мој драгане, што ме заборављаш
- Мој ђердане, моје суво злато
- Мој животе, горак ли си
- Мој јаблане, шири гране
- Мој коњићу, лаки, лагани
- Мој Милане, јабуко са гране
- Море, бел пелине
- На ливади чува Мара
- На Ускрс сам се родила
- Над извором врба се наднела
- Наджњева се момче и девојче
- Не гони коња, мори, момиче
- Нишка бања
- Ноћ је тиха
- Ноћ, тамна ноћ
- Обраше се виногради
- Од извора два путића
- Од како сам ја девојче
- Одакле си селе, девојано млада
- Ој, Ангелина, ти бела Гркињо
- Ој, девојко, душо и румена ружо
- Ој, девојко, ђинђо моја
- Ој, девојко мала
- Ој, девојко, Смедеревко
- Ој, девојче, Пироћанче
- Ој, јаворе, зелен боре
- Ој, јаворе, јаворе, ти си дрво најбоље
- Ој, Јелена, кћери моја једна
- Ој, Јело, Јело, Јелено, не гази сено кошено
- Ој, Лазаре, на води возаре
- Ој, ливадо, росна траво
- Ој, Мораво, моје село равно
- Ој, Нишаво, водо мутна
- Ој, Ужице, мали Цариграде
- Осу се небо звездама (према Мокрањцу)
- Осу се небо звездама (Даворин Јенко)
- Очи једне жене
- Отвори ми, бело Ленче
- Пастирче младо и мило
- Певај ми, певај, соколе
- Петлови појев, Морава дз'мни
- Повела је Јелка
- Погледај де, мала моја
- Под ноћ пођох на воду
- Пођо' по пута, по каменита
- Појдо на горе, појдо на доле
- Поранила Дана на водицу
- Поранио Јованчићу, Јованчићу дилберчићу
- Пошла је Тројанка на воду
- Пошла Румена, нано, рано на вода
- Пошла цура цвеће брати
- Празна чаша на мом столу
- Прела Мара злато на вретено / Пресличица звекетала
- Прођи Миле кроз наш крај
- Прођох гору, прођох другу и трећу
- Прођох кроз гору, не знам кроз коју
- Прошетала царица Милица
- Прошета се Тома уз горњу махалу
- Путеви се наши разилазе
- Пуче пушка низ гору зелену
- Равно поље, жао ми је на те
- Радо кћери, Радо
- Рајо, Радивоје, изведи ми коло
- Расло је дрво тополово
- Расло ми дрво јаворово
- Расло ми је бадем дрво
- Растао сам поред Дунава
- Русе косе цуро имаш
- С оне стране Липовице
- С оне стране Мораве
- Са Овчара и Каблара
- Сад мој драги, хај, хај
- Садила Милена, нане, големо лојзе
- Садила мома крај мора лојзе
- Састале се три девојке
- Свадбе стижу, јесен је
- Све пева двоје и двоје
- Свилен конац
- Све се кунем и преклињем
- Седајте на ред седењке
- Седела Магда на чардаку
- Седлај коња Радо
- Синоћ ми драги долази
- Синоћ пођох, бела Радо
- Синоћке те видо', леле, Зоне
- Синџирићи звече
- Скелеџијо на Морави
- Славуј пиле, не пој рано
- Смедерево, граде од старина
- Соко ми лети високо
- Стани, стани, зоро
- Стани, стани, Ибар водо
- Стани, стани, Станке
- Станика ми болна легнала
- Стевано, бела Грћињо
- Старим путем опет дођи
- Сунце јарко, не сијаш једнако (Дубравка Нешовић)
- Сунце јарко, не сијаш једнако (Гордана Којадиновић)
- Тан', Тан', Танкосава
- Танко', Танко', Танкосава
- Текла река Лепеница
- Тешко ми је Шумадију оставити
- Ти момо, ти девојко
- Ти си ме чекала
- Тражи мајка свога синка Јанка
- Три девојке збор збориле
- Три ливаде нигде 'лада нема
- Тужи горо, тужи сестро
- Тужно ветри гором вију
- У башти ми зумбул цвета
- У баштици мојој неста' белих ружа
- У каваче густе бајче
- У ливади под јасеном
- У Милице дуге трепавице
- Узми све што ти живот пружа
- Уродиле жуте крушке
- Уродиле јагодале
- Фатише коло врањске девојке
- Хвалила се лепе Маре мајка
- Хвалила се липа код багрема
- Цојле, Манојле
- Чај горо, лане моје, причувај ми овце
- Чај горо чарна, причувај ми овце
- Чија је оно девојка
- Чије је оно девојче
- Чик цуро погледај ме
- Чим рујна зора заруди
- Чобан тера овчице
- Чувам овце доле у јасење
- Чувам овце крај зелене јове
- Чувам овце крај Мораве
- Чувам овце све по доловима
- Чувам овце у доње стрњике
- Чувам овце у ливади сама
- Чувах овце три године
- Чуј, деране
- Шано, душо, Шано
- Шетнала се Кузум Стана
- Широко је лишће ор'ово
- Шта да чиним, мила нане
- Шта то миче кроз шибљиче
- Шта ће ми живот (Ноћас ми срце пати)
- Што ј' град Смедерево вас дан затворено
- Што ми је мерак пољак да будем
- Што си, Лено, на големо
- Што ти је, Стано, мори
- Шумадијо, ко би тебе оставио
- Шумадијо, зелена ливадо
- Шумадијо, родни крају
- Шумадијо шумовита
- Шумадинац пали топа

### Косово и Метохија
- Ај, задунуше сабазорски ветрови
- Ај, дизај главу, море, млади Зејнел пашо
- 'Ајде Јано, коло да играмо
- 'Ајде, Стамена, бела румена
- Аман, Јано, душо моја
- Ангелин девојче, што си наљутено
- Анђелино моме, што си насрдена
- Атиџиче, бело црвено
- А што ми се бунар вода мути
- Билбил ми пева, ружа ми цвета
- Билбил пиле, не пој рано
- Болан Јово усред ми Косова
- Болна лежи дилбер Тута
- Болна љуба болна лежи
- Бостан саде моме, море, криворечке
- Бре девојче, бре ђаволче
- Булбул ми поје
- Васо, ћеро, Васо, душо
- Вијена лоза зелена, нане
- Винова лоза зелена, нано
- Веће слунце на за'оду
- Возила се по мору галија
- Видовдан
- Врбице, врбо, зелена, Ђуренденова
- Град градиле беле виле
- Густа ми магла паднала
- Да л' си чула, девојко
- Два билбила сву ноћ препеваше
- Два булбула сву ноћ препојаше
- Двори мела Цона
- Девере, китко калопере
- Девојка је зелен бор садила
- Девојка се с царем Скопљанином обкладила
- Девојче бело, црвено
- Дека си била, Стојанке, мори
- Девојка ми зелен бор садила
- Дома ли си, Вело, сама ли си
- Дошла Дрина од брега до брега
- Дошла Рашка од брега до брега
- Дунав ће не носи у град Смедерево
- Дуни ми, дуни, лађане(Јордан Николић)
- Дуни ми, дуни, лађане (Весна Димић)
- Ђурђево лето, пролето
- Еј, драги, драги, божурове сади (Косовски божури)
- Еј, у Призрену зелена јабука
- Еј, у чије се здравље вино пије
- Емо, мори, Емо, Емо Косовљанке
- Жалос' моја, саг да сам девојка
- Запевала сојка птица
- Зар ја немам русе косе
- Заросила ситна роса Качаник
- Знаш ли, мила, кад се заволесмо
- Иди дојди, Асан ага
- Из Бању иде шејтан девојче
- Излегни, Марче, излегни
- Изникла је травица под беломе чадору
- Ја испросих, Миле, из село девојче
- Ја посади' виту јелу
- Ја се диго' јутрос рано
- Ја урани' јутрос рано
- Јечам жела Косовка девојка
- Јожени се сирома'
- Ју бостан те видо, мори
- Јутре ће чудан мезлиш да буде
- Кад сум бил, мори Ђурђо
- Камен мосту, држ' се, не нишај се
- Каранфил се на пут спрема и пева
- Каранфиле, цвеће моје
- Китка ми паде, мила нане
- Које ли је доба ноћи, вај
- Кој ће ти купи ал-канариче
- Колико је одавде до мора
- Коња игра Јован Сарајлија
- Кроз чаршију прође моје Ленче
- Куде си била, море, када-Коцо
- Кучка Павловица
- Лиснај се, горо, зелена
- Леле, Милке, леле мене
- Леле, леле, Станче, бело Станче
- Летн'о голуб на две грање
- Мало заспа', Цвето, сан ти видо'
- Маријо, дели, бела кумријо
- Месец иде, даница гу нема
- Море, изгрејала сјајна месечина
- Мори, Динке, Динке, твоје русе косе
- Милка лојзе садила
- Момче седи на брега
- Мори, Бојко, дилбер Бојко
- Мори, чашо гола, продаде ми вола
- Мурсел ми седи више село
- На врата сеђаше Јевка Замфирова
- Наградила сестра бареницу
- Назли Петко, богме, офце чува
- Нана нани Саву лудо дете
- На миндер ми до три Анке сеђа'у
- Не дај ме, мале, не дај ме
- Не плачи Стано, мори, не жали
- Не преваруј се, девојко
- Невен вене за гором, за зеленом
- Невесто, око шарено, Султо
- Невесто, око широко
- Никнало бело цветиче
- Не седи, Џемо
- Нишна се блага јабука
- Нуну мајкино мушко чедо
- Обложи се момче и девојче
- Овце чува Јелена по те реке студене
- Овчарче овце пасеше
- Ожени се зајко, зајко кукурајко
- Ој, голубе, мој голубе
- Ој, девојко, душо моја
- Ој, девојче, мори, често ли ме сањаш
- Ој, девојче, ритити, да л' си јела симити
- Ој, јабуко зеленико, Вело
- Ој, ја сам чорбаџија
- Ој, Като, мори Пећанке
- Ој, ливадо, ој, зелена
- Ој, Стамено, Стамено
- Ој, Цоко, Цоко, црно око
- Омер и Мерима
- Павле пије вино у Велеса града
- Пала је магла, море, над Рајановце
- Пијте, јејте, куме и старејко
- Платно бели црнорил девојка
- По потоку ситна риба
- По Мораву ретко цвеће
- Подуна, море, подуна гора зелена
- Посејао деда бели босиљак
- Пошла је Јана у виноград
- Пошла ми Милка за воду
- Прелетеше птице ластавице
- Препојало мор пиленце
- Прошета Ђорђе кроз лојзе
- Развило се бадем дрво
- Разболе се Ванка на мајчином крилу
- Разболе се дилбер Тута
- Разболе се Коча ми војвода
- Разболе се Ленче, једно у мајке
- Разгранала грана јоргована
- Расла ружа румена на Јанине планине
- Росна ливада, трава зелена (Мара Ђорђевић)
- Росна ливада, трава зелена (Зора Дубљевић)
- Саздаде се облак над Бујановце
- Саздаде се црни облак
- Са Косова зора свиће (Љубомир-Љуба Манасијевић)
- Са Косова зора свиће (Ивана Жигон и Косовски божури)
- Сву ноћ ми билбил препева
- Сеја брата на вечеру звала
- Симбил цвеће, море, симбил цвеће
- Сјај, месече, до зоре, не залази, рано је
- Смиље биље, беру ли те моме
- Смиљ Смиљана покрај воде брала
- Создаде се једна црква
- Срето' девојче, из Бању иде
- Срце ми болује, а не знам што му је
- Стојане, море, Стојане
- Стојан свири, посвиркује
- Стојане, сине, оди мајка да те светује
- Стојна мома бразду копа, дадо
- Тамна ноћи, тамна ли си
- Тегли си оро, девојко
- Тегнај ми оро, мори Бојано
- Текла вода текелија
- Трепетлика трепетала
- Умреја батка Ђорђија
- У село кавга, море, голема
- Удаде се, јагодо, удаде се, драга душо(Штрпце)
- У Коретишту вепар заколани
- Упали се град Софија
- Устај Като, устај злато
- У село свадба голема
- Учи ме, мајко, мори, карај ме
- Фала Богу, фала јединоме
- Фрљај, фрљај, девере
- Царица се с цара договара
- Цвето, Цвето, китка ти паде
- Цвето, мори, Цвето, Цвето калушо
- Цвеће ћафнало, Нине мој, у наша градина
- Чаглавчанке све девојке, јадна ја
- Чардак се гради на месечину, дос
- Чардак се гради спрам месечине
- Чија мома на нишаљку
- Чијо перо на нишаљку
- Џанум, зађе сунце
- Џанум, на сред село
- Шетало се Станче покрај брега дувар
- Шта се сија над Пасјаном
- Што град Смедерево, нане, ваздан затворено
- Што гу нема Цвета по двор да ми шета
- Што гу нема Цвета по обор да шета
- Што имала крсмен Стамена
- Што имаш косе, Маро
- Што је лепо под ноћ погледати
- Што ме даде, мајке, у ајдучку кућу
- Што Морава мутна течи
- Што си сетна, невесела, Дине, мори
- Што тај сокак на каранфил мирише
- Што ти косе јомрсене, Дине, мори

## Народне песме из Црне Горе
- Авајлија, фистанлија
- Авуша сади виноград
- Ај, колика је ова Нова година
- Бејтуране, јадо, беру л' те ђевојке
- Бисер Мара по језеру брала
- Благо теби цвијет каранфиле
- Боловала млада Винка
- Град градила б'јела вила
- Да ми је знати, Боже мој
- Долином се шетала
- Дрема ми се, бих мало заспала
- Друг се другу жали на ђевојку
- Дурмитор, Дурмиторе
- Ђевојка је момку прстен поврћала
- Ђевојка сам, на све ми се жалује
- Завоље се двоје младо
- Збогом пошли, кићени сватови
- Зора зори, дан се б'јели
- Иванова корита
- Је ли коме кано срцу моме
- Једно јутро у свитање зоре
- Јесам ли ти говорио
- Још не свиће рујна зора
- Кад се Јово из Стамбола врати
- Књигу пишу гусињске ђевојке
- Кој' у здравље пије 'ладно вино
- Ком планино пуна брава
- Крај Цетиња село мало (Доњи Крај)
- Лети, лети, лети, бијели голубе
- Лов ловили Грађани
- Мајка Мару за Јована дала
- Меха мајка лудог оженила
- Милица једна у мајке
- Млад се момак ружом баца
- Млада Јелка љуби Јанка
- Ој, весела веселице
- Ој, високи Дурмиторе
- Ој, Врсуто, горо веља
- Ој, ђевојко, ђе си руже брала
- Ој, ђевојко, јагње младо
- Ој, ђевојко, Милијана
- Ој, свијетла мајска зоро
- Онам', онамо
- Ој, моја ружо румена
- Пјевај Маро, јагње моје мало (Ксенија Цицварић)
- Пјевај Маро, јагње моје мало (Бранка Шћепановић)
- По Таслиџи пала магла
- Под Ловћеном зелени се трава
- Под оном гором зеленом
- Пођосмо ли, пођосмо
- Пољем се вија
- Помрчина, ц'јело село спава
- Попухну вихор са мора
- Прођох кроз гору, не знам кроз коју
- Пуче пушка леденица
- Разбоље се зорна Зорка
- Расло дрво тополово (Душан Лабор)
- Расло дрво тополово (Раша Павловић)
- Салко се вија, повија
- Садих јелу на планину
- Све 'тичице запјевале
- Сви пљеваљски тамбураши
- Седам дана и три ноћи
- Сејдефу мајка буђаше
- Ситан камен до камена
- Ситна књига на жалости
- Сјевер ружу низ поље нијаше
- Стар се ћурчић наљутио
- Стара Варош
- Сунце јарко, ти не с'јаш једнако
- Тамна ноћи, тамна ли си
- Текла вода на валове
- Три бећара (путом путујући)
- Ћерка је мајку молила
- У Ивана господара
- У јаблана високога
- У ове дворе веселе
- Убавој нам Црној Гори
- Фалила се жута дуња
- Цвијет момче планинама брало
- Црна Горо, земљо мила (Ој Цетиње, понос граде)
- Чобанице, лијепа ђевојко
- Шетајући поред Љубовића
- Шетала сам горе-доле низ шарену башту
- Шетао сам се горе-доле низ зелено поље

## Народне песме из Босне и Херцеговине
- Ај, колика је Јахорина планина
- Ај, од како је Бања Лука постала
- Ајде, душо, да ашикујемо
- Акшам гелди, сунце зађе
- Акшам мраче, мој по Богу брате
- Бере цура плав јоргован
- Боса Мара Босну прегазила
- Булбул пјева около Мостара
- Вихор ружу низ поље тјераше
- Гледај ме, драга, нагледај ме се
- Гонџе ружо у зеленом саду
- Гором језде кићени сватови
- Грана од бора
- Дјевојка соколу зулум учинила
- Дошла Дрина од бр'јега до бр'јега
- Дуни вјетре, мало са Неретве
- Ђела Фато, ђела злато
- Ево ову румен-ружу
- Еј, ја загризох зеленику јабуку
- Емина
- Еј, подунуше сабазорски вјетрови
- Жуте дуње
- Зв'језда тјера мјесеца
- Зора зори, дан се б'јели
- Има л' јада к'о кад акшам пада
- Има једна крчма у планини
- Јечам жела Тузланка дјевојка
- Још ове ноћи чаше нам дајте
- Кад ја пођох на Бембашу
- Кафу ми, драга, испеци
- Ко ти купи Фато белензуке
- Која гора, Иво, разговора нема
- Крај танана шадрвана
- Л'јепи ли су мостарски дућани
- Лептирићи мали, шаренијех крила
- Маленим сокаком не пролазим више
- Мене моја заклињала мајка
- Мила мајко, шаљи ме на воду
- Мислио сам сваки дан
- Мој бехаре, ко ли ми те бере
- Мој дилбере, куд се шећеш (Нада Мамула)
- Мој дилбере, куд се шећеш (Даница Обренић)
- Мој зумбуле, мој булбуле
- На пријестољу сједи султан
- На пут се спремам
- Не клепећи нанулама
- Негде у даљини
- Некад цвале беле руже
- Нит' ја спавам, нит' ја др'јемам
- Одјекује гора Романија
- Ој, дјевојко, гдје си катмер брала
- Ој, дјевојко, под брдом
- Ој, Приједоре, ти си пун севдаха
- Ој, Сафете, Сајо, Сарајлијо
- Покрај врела плоча б'јела мермера
- Разбоље се лијепа Хајрија
- Разбоље се срце моје
- Са Игмана погледат' је л'јепо
- Све бехара и све цв'јета
- Сви дилбери, мог дилбера нема
- Седамдесет и два дана
- Сјајна зв'јездо, гдје си синоћ сјала
- Сјетује ме мајка
- Сјећаш ли се кад си лани
- Снијег паде на бехар, на воће
- Срдо моја, не срди се на ме
- Стаде се цв'јеће росом китити
- Сунчев зрачак собу обасјао
- Тамбурало у тамбуру момче
- Теби, мајко, мисли лете
- Телал виче од јутра до мрака
- Трепетљика трепетала
- У ђул башти крај шимшира
- У лијепом старом граду Вишеграду
- У Стамболу на Босфору
- Цвати ружо моја
- Чије је оно дјевојче
- Чудна јада од Мостара града
- Што нам нема са Дрине ведрине

## Народне песме из Македоније
- Ај, да бегаме, мори, Васе
- Ај засвирете ми чалгии
- Ајде слушај, слушај, калеш бре Анѓо
- Ако умрам ил' загинам
- Ах, љубов, пак љубов
- Бело лице љубам јас (Шеќерна)
- Биљана платно белеше
- Битола, мој роден крај
- Благуно дејче, Пожаранче
- Бог да бие кој прв појде
- Болен ми лежи Миле Поп Орданов
- Болен ми лежи млад Стојан
- Борјано, Борјанке, сал ти ли си мома
- Брала мома капини
- Верна љубов
- Воденичаре, дербенџија
- Врати ми се, мило либе
- Дафина болна легнала
- Дафино вино црвено
- Девојко лична румена
- Дејгиди луди млади години
- Дигни си, Маре мори, очите
- Едно време си бев ерген
- Елено моме, мори, убава
- Елено, ќерко
- Зајди, зајди јасно сонце
- Земи мома Македонка
- Зошто ми се срдиш либе
- Зошто си ме мајко родила
- Зурли трештат на сред село
- Јовано, Јованке
- Како што е таа чаша
- Каљо, Калино девојче
- Лажи, лажи, Вере
- Леле, Димче, трчај лажи
- Ленче болно лежи
- Лихнида кајче веслаше
- Лулела е Јана
- Македонско девојче
- Марие, бела Марие
- Марие, дилбер, бела Марие
- Ми товарил, калеш Дончо
- Мирјано, моме, Мирјано
- Море, сокол пие вода на Вардарот
- На срце ми лежи
- Не се фаќај Доне, Донке
- Не си го продавај Кољо
- Ој, овчарче, бре чобанче
- Песна за Крушевската Република
- Пилето ми пее (рано на сабајле)
- Подигни си, бре невесте, дулачето
- Пошла Ванка на вода
- Прилепските ергени
- Проклета да е Австралија
- Рано е Ратка ранила
- Решил чичо да се жени
- Сва ноќ ле Надо (Пуста разделба)
- Седенка се збира
- Си заљубив едно момче
- Сирак се Стојан разболел
- Сношти поминав заминав
- Сношти сакав да ти дојдам
- Стано, пиле, Стано
- Стар бел дедо
- Там дека има високи чардаци (Гордана Лазаревић)
- Там дека има високи чардаци (Оливера Катарина)
- Тргнала ми Рума мома
- Туѓината пуста да остане
- Ќе умрам, ќе загинам
- Черешна се од корен корнеше
- Што да правам, што да чинам
- Што ми е мило ем драго (на Струга дуќан да имам)
- Што ми е мило ем драго, мамо

## Народне песме из Српске Крајине
Непотпун списак
- Голубићу село од рођења (Кининска крајина)
- Жањем жито и на уже слажем (Кордун)
- Кад зајевам ја и сеја мила (Кининска крајина)
- Кад си била мала маре (Далмација, ауторска композиција Драгише Недовића)
- Нема раја без роднога краја (Книнска крајина)
- Од љубави није умро нико (Книнска крајина)
- Синоћ била продаја момака (Книнска крајина)
- Шлапе шлапе носићу код нане (Северна Далмација)
- Јасеновац, мило село моје (Западна Славонија)